# Nodaria formosana
Nodaria formosana är en fjärilsart som beskrevs av Embrik Strand 1919. Nodaria formosana ingår i släktet Nodaria och familjen nattflyn. Inga underarter finns listade i Catalogue of Life.